# Zygothrica carsoni
Zygothrica carsoni är en tvåvingeart som beskrevs av David Grimaldi 1990. Zygothrica carsoni ingår i släktet Zygothrica och familjen daggflugor. Inga underarter finns listade i Catalogue of Life.